# Havas
Havas es una multinacional francesa de publicidad y relaciones públicas con sede en París, Francia. Opera en más de 100 países y es uno de los mayores grupos globales de publicidad y comunicación. Havas está conformada por dos principales divisiones operativas:
- Havas Creative Group (que incluye Havas Worldwide, Arnold Worldwide y otras agencias)
- Havas Media Group (que incluye Havas Media, Havas Sports & Entertainment y Arena Media).

El grupo ofrece un amplio rango de servicios de comunicación, incluyendo digitales, publicitarios, de marketing directo, de planificación de medios y compras, comunicaciones corporativas, promoción de ventas, diseño, recursos humanos, marketing deportivo, comunicaciones multimedia interactivas y relaciones públicas.

## Introducción
La compañía que hoy lleva el nombre de Havas es, en sí misma, una antigua filial de la Havas original, que adquirió los derechos del nombre en 2002. Es un grupo con sede en Puteaux, París, y que se encuentra en la lista del mercado Euronext.
Havas fue la primera agencia de noticias francesa, creada en 1835, en la era del Imperio Austrohúngaro. La Agence France-Presse (AFP) proviene de ella. Havas fue adquirida por Vivendi en 1998 y renombrada como Vivendi Universal Publishing  (VUP). VUP, a su vez, se fusionó con Lagardere para convertirse en Editis en 2004. 
El hombre de negocios francés Vicent Bolloré, a través de su sociedad Grupo Bolloré, es el principal accionista, controlando el 32.84% de las acciones desde el 7 de mayo de 2012. El propio Bolloré se hizo presidente del Consejo de Administración de Havas.

## Historia

### Cronología de Havas
Havas es el apellido de Charles-Louis Havas. Él creó la primera agencia de información francesa en 1835.
| Año  | Efeméride |
| ---- | --- |
| 1879 | La agencia de noticias Havas es constituida como Sociedad Anónima. |
| 1920 | Havas se fusiona con Société Générale d'Annonces y se convierte en el principal gestor de prensa escrita (después se extiende a los dominios de la radio y el cine).                                |
| 1945 | La agencia de noticias Havas es nacionalizada después de la caída del gobierno de Vichy. Empieza en el negocio de viajes (después se extiende a prensa gratuita, profesional y otras publicaciones) |
| 1968 | Se crea Havas Conseil S.A. para convertirse en consultor publicitario y de medios de comunicación                                                                                                   |
| 1975 | Havas Conseil S.A. cambia su nombre a Eurocom |
| 1987 | La agencia de noticias Havas es privatizada y se convierte en Havas S.A. |
| 1996 | Eurocom S.A. cambia su nombre a Havas Advertising S.A. |
| 1997 | Havas SA absorbe C.E.P. Communication |
| 1999 | Vivendi toma el control del 100% de Havas |
| 2000 | Havas es renombrada Vivendi Universal Publishing, y se desprende de Havas Advertising |
| 2002 | Havas Advertising compra los derechos del nombre Havas |

### Havas Conceil-Havas Advertising
En 1968 Havas se convirtió en un grupo diversificado que tenía, entre sus aliados, a intereses mediáticos. Estos intereses fueron incorporados en una sociedad anónima, como Havas Conseil S.A., la cual expandió sus negocios rápidamente.
En 1975 Havas Conseil se convirtió en Eurocom, un holding de grupos subsidiarios especializados en varias actividades de comunicación.
Desde los años 70 el grupo creció significativamente en Francia e internacionalmente, en ambos casos en los sectores de las comunicaciones y las compras, ampliando los servicios que ofrecía y las técnicas de información y comunicación.
Havas fue incluido por primera vez en la Bolsa de París (ahora Euronext de París) en 1982. Los principales hitos en el desarrollo estratégico del Grupo son los siguientes:
En 1991, Eurocom adquiere el grupo de publicidad francés RSCG, liderando la creación de la red de publicidad Euro RSCG Worldwide. RSCG ha estado llevando la publicidad de Peugeot. En 1996, Eurocom cambia su nombre a Havas Advertising (en español, Publicidad Havas) y creó cuatro divisiones operativas: Euro RSCG, Campus, Diversified Agencies y Médiapolis. El estadounidense Bob Schmetterer es nombrado presidente y CEO de la mayor división, Euro RSCG, la cual trasladó su sede a Nueva York en 1997.
En 1998, la Compagnie Générale des Eaux, liderada por Jean-Marie Messier, cambia su nombre a Vivendi y adquiere el control de Havas (y subsidiariamente de Havas Advertising); adquiere un tercio de Havas en 1997 y la parte restante en 1998 en un trato que tasó a la compañía en 6 mil millones de euros. Vivendi, posteriormente consideró que sus instereses en publicidad y comunicaciones no le eran estratégicos.
Entre 1998 y 2001, tarde en el proceso de consolidación dentro de los sectores de la publicidad y las comunicaciones, Havas Advertising adoptó una estrategia de adquisición agresiva para no convertirse en un objetivo de adquisición tras su independencia de Havas. Con vistas a convertirse en un actor mayor y más global, adquirió MPG y Snyder, así como un centenar de agencias especializadas en América, Europa y en el Sudeste Asiático. Esta estrategia fue criticada por Maurice Levy como "imprudente".
Media Planning Group se creó en 1999 con la combinación de Media Planning, S.A., un planificador de medios español y compañía de compras controlada por Léopoldo Rodés Castañes y su familia, con Médiapolis, el existente negocio de planificación de medios de Havas. Havas inicialmente adquirió el 45% de MPG, que se incrementó al 100% en mayo de 2001.

### Snyder Comunication Inc.
El 4 de abril del 2000, a la altura del frenesí de M&A, Havas Advertising aceptó adquirir Snyder Communitations Inc. (SNC) con una transacción de todas las acciones, donde SNC estaba valorada en 2,1 mil millones de dólares.
SNC era un conjunto de grupos de comunicación controlados por Daniel Snyder, y sus actividades eran principalmente subcontrataciones de servicios de márketin, márketin directo, márketin de bases de datos, muestreo de productos de propietarios, información promocionada en publicaciones importantes, centros de llamadas y ventas de campo. Justo antes de la adquisición, la capitalización de mercado de SNC era de 1,3 miles de millones de dólares. Como parte del trato de SNC, Havas Advertising quedó en el listado del Depósito de Acciones Americano del NASDAQ. El trato fue completado el 25 de septiembre; la cantidad perteneciente a Viviendi se diluye al 40% siguiendo a la adquisición. Aceptando la venta de SNC, Snyder se permitió otro récord: adquirir el equipo Washington Redskins y su estadio por 800 millones de dólares en mayo de 1999, en la transacción más cara de la historia de los deportes de Estados Unidos.
Las tres divisiones de SNC (Bounty SCA Worldwide, Arnold Communications y Brann Worldwide) fueron respectivamente vinculadas con Euro RSCG, Campus, y Diversified Agencies. Arnold Communications se convirtió en la segunda red de Hava, Arnold Worldwide Partners.

## Havas S.A.
En 2002, la compañía matriz de Havas decide renombrarse como Vivendi Universal Publishing y desprenderse de su participación restante en el Havas Advertising. Así que el consejo de administración de Havas Advertising decidió adquirir el nombre "Havas" de la matriz. La decisión fue aprobada por la Junta General de Accionistas celebrada el 23 de mayo de 2002.
En septiembre de 2003, el grupo se re-centralizó en torno a tres divisiones principales: las agencias de la división Agencias Diversified se venden o son absorbidas por el resto de áreas, Euro RSCG Worldwide (comunicaciones integradas); MPG (planificación de medios y compras) y Arnold Worldwide Partners (publicidad). En julio de 2004, después de haber completado su reorganización estratégica, el Grupo Bolloré comienza a construir una participación en Havas.
En octubre de 2003, la compañía en su totalidad, realiza un incremento de capital de 404 millones de euros que la habilita para reducir sus altos niveles de deuda.
En 2005, Bolloré había amasado un 22% de las acciones, obteniendo 4 asientos en el consejo de Havas y en la junta de accionistas y tomando el control de la compañía. El presidente y CEO Alain de Pouzilhac fue depuesto por el consejo el 21 de junio de 2005. A esto siguieron otros cambios en la compañía. El consejo escogió al director independiente no ejecutivo a Richard Colker como CEO. El 12 de julio de 2005, Havas nombró a Vincent Bolloré como presidente del consejo, y al banquero Philippe Wahl como oficial jefe ejecutivo. En marzo de 2006, Havas nombra a Fernando Rodés Vilà, hijo del fundador de Media Planning S.A. Leopoldo Rodés Castañes, como su nuevo CEO.
Havas permanenció en la lista del Euronext, pero salió del NASDAQ el 28 de julio de 2006.
En marzo de 2015, el principal accionista del grupo, Bolloré S.A, vendió un 22.5 por ciento de las acciones en la firma por 600 millones de euros, aunque la sociedad anunció su intención de continuar como accionista mayoritario.

## Servicios
Havas es un grupo, cuyas empresas subsidiarias proveen de servicios de consultoría de comunicación, a través de los medios tradicionales de publicidad (televisión, radio, prensa y pantalla), para la compra de medios , y diversos servicios de márketin, tales como la gestión de la publicidad, el márketin directo, promoción de ventas, comunicaciones corporativas, comunicaciones de salud, la comunicación interna, patrocinios de Televisión, diseño, comunicaciones de recursos humanos y comunicaciones interactivas.
En el intento de ser percibida por los clientes y por los clientes potenciales como "más emprendedora y más ágil", Havas adoptó una nueva estructura a finales de 2012. La red de agencias conocida como Euro RSCG fue renombrada como Havas Worldwide, al igual que sus compatriotas de Publicis con su red Publicis Worldwide. Otras agencias de publicidad propiedad de Havas, como Arnold Worldwide se renombraron de nuevo como Havas Creative. La división de los medios de comunicación sigue siendo Havas Media. Havas creado una marca paraguas, Havas Digital Group, para operar a través de las divisiones creativas y de medios.

## Caso contra los directores ejecutivos
Con un 22.01% de las acciones de Havas, el 21 de junio de 2005, Bolloré echó al CEO Alain de Pouzilhac. Havas luego hizo dimitar a Hérail por "negligencia grave"; el vicepresidente Alain Cayzar y otros cercanos a Pouzilhac también fueron relevados de sus servicios. Alain de Pouzilhac llevó a Havas a juicio para obtener un pago por despido improcedente. También se plantearon acciones civiles para la indemnización por despido, un total de diez casos (incluyendo las apelaciones) en lo que respecta a Pouzilhac, y cuatro por parte de Hérail.
El pago de la indemnización por despido improcedente de Puzilhac fue sobreseído. Hérail y los ejecutivos de Havas Alain Cayzac y Agnès Audier ganaron en el Tribunal de Trabajo, donde se le concedió a Hérail una indemnización por daños cercana a los 5 millones de euros.
Desde que ocupó el cargo de presidente, Bolloré ha consolidado el control con un gran incremento de sus acciones, obteniendo un 37% (noviembre de 2012). 
Havas recurrió al tribunal penal de Nanterre el 15 de mayo de 2007, y de nuevo en agosto y noviembre de 2007, para iniciar tres casos contra Pouzilhac, Hérail y Cayzac, acusándolos de "conspiración, malversación de la compañía e intento de encubrir". Havas alegó que los tres directores habían firmado nuevos contratos de trabajo durante la toma de posesión que les dieron generosos "paracaídas de oro" en el caso probable de su eliminación. Además, Pouzilhac fue acusado de conspirar con Hérail y conceder el pago de 300.000 euros a un colega director, Thierry Meyer.
La investigación preliminar de los cargos, en manos del fiscal Philippe Courroye, duró tres años, tiempo durante el cual a los acusados se les dio un esporádico o ningún acceso a las pruebas para su defensa, en contra de los requisitos legales.

«El Tribunal consideró que el proceso penal no había cumplido con los procedimientos adecuados, ni con el Convenio Europeo de Derechos Humanos. El tribunal de Nanterre Court dijo que específicamente, las disposiciones de ese Convenio relativas al acceso al expediente del caso, la asistencia de abogado durante la investigación y no se había hecho un encuentro de conciliación entre entre las partes. En esa decisión, el tribunal consideró que, dado el peso y la complejidad del caso, que tenía unos 700 asuntos, una investigación preliminar no era la forma más apropiada de proceder. En su lugar, el caso podría haber sido instruído, lo que permite el examen del adversario.»
Les Echos, 15 de noviembre de 2012

El tribunal penal de Nanterre dirimió el último de estos casos en noviembre de 2012, citando "la falta de equidad y la violación de los derechos de la defensa". Olivier Metzner y Olivier Bluche, abogados de Alain de Puzilhac y Jacques Hérail, criticaron a Vincent Bolloré por explotar su estrecha conexión con Philippe Courroye, fiscal de Nanterre, para que instruyera el caso.